# Periapicaal abces
Een periapicaal abces of tandabces is een lokale opstapeling van etter na weefseldood (necrose).
Een abces kan acuut (met pijn en zwelling gepaard gaand) of chronisch zijn. Sommige mensen lopen jaren rond met een chronisch abces zonder dit te merken.
Abcessen komen vaak voor bij tanden. Cariës en pulpadood veroorzaken ontstekingen, waardoor er weefsel rond de tanden wordt afgebroken en er zich een abces vormt. Door druk (via onder andere osmose) zal dit abces groter worden, verder bot afbreken en tot onder het periost komen, waar het tot een pijnlijke zwelling leidt. Dit is de fase van het subperiostaal abces. Hierna kan het abces ook het periost perforeren. De etter zoekt dan zijn weg naar het slijmvlies (submucosaal abces) of naar de huid (subcutaan abces). In ongunstige omstandigheden kan de etter langs hier zijn weg zoeken naar vitale organen (hersenen, carotis), wat tot dodelijk verloop kan leiden.
Een gecombineerde aandoening, waarbij de etter verschillende ruimtes in de onderkaak opvult, is de angina van Ludwig. De etter kan de luchtpijp dichtdrukken en verstikkingsdood veroorzaken.

## Diagnose
Een acuut abces wordt door spontane pijn gekenmerkt. De tand is gevoelig als men erop drukt of klopt. De patiënt ervaart een verhoging van de tand en lichte mobiliteit van de tand. Op röntgenfoto's is dikwijls een zwart bolletje rond de wortelpunt te zien. De tand is avitaal. Soms is de zwelling te zien, maar zeker niet altijd.
Een chronisch abces is pijnloos doordat de tand avitaal is, maar kan op röntgenfoto's herkend worden.

## Therapie
De eerste behandeling die moet worden uitgevoerd, is de pijn trachten te verminderen. Bij een acuut abces lukt dit meestal door de pulpakamer open te boren. Dikwijls vloeit de etter spontaan af en vermindert de drukpijn op vrij korte termijn. Dit openboren van de pulpa bij een abces is pijnloos en er hoeft meestal niet verdoofd te worden. Het insnijden van het abces gebeurt daarom zeer zelden. In tweede instantie moeten de wortelkanalen met bijvoorbeeld natriumhypochloriet of chloorhexidine gedesinfecteerd worden, omdat periapicale abcessen veroorzaakt worden door bacteriën in de wortelkanalen. De kanalen worden tijdelijk met calciumhydroxide gevuld en de tand wordt voorlopig gevuld. Dikwijls worden er ook antibiotica voorgeschreven, maar er zijn tandartsen die menen dat dit niet nodig is als de kanalen goed gedesinfecteerd zijn. In een latere fase wordt er een wortelkanaalvulling geplaatst.
Men kan de tand ook trekken. Zo creëert men ook drainage en neemt men de bacteriën weg. De volkswijsheid dat men een tand met een abces niet mag trekken, is niet correct. Soms krijgt men de tand niet goed verdoofd en is trekken geen pretje.
Als de tandarts weinig tijd heeft of als er geen tandarts in de buurt is kan men ook uitsluitend antibiotica nemen. Na 2 à 3 dagen kunnen het abces en de pijn verdwijnen, maar kans op recidief is zeer groot. Men moet achteraf toch nog een wortelkanaalbehandeling laten uitvoeren of de tand laten trekken omdat de primaire oorzaak, de bacteriën in de wortelkanalen, hierdoor niet verholpen wordt.
Een chronisch abces is niet spoedeisend. De behandeling is trekken, een wortelkanaalvulling of een apexresectie. Sommige tandartsen kiezen ervoor om de patiënt nog niet te behandelen en af te wachten tot het abces acuut wordt.

## Complicaties
Een behandeling van een abces is niet zo eenvoudig, doordat lokale anesthetica door de zuurgraad van de etter een slechte ionisatiegraad en dus werking hebben. Vaak zal het abces onverdoofd ingesneden moeten worden omdat het niet te verdoven is. Meteen hierna voelt de patiënt echter opluchting door de wegname van de etterdruk.